# ゴー・オフ
『ゴー・オフ』（原題：Go Off!）は、アメリカ合衆国のヘヴィメタル・バンド、カコフォニーが1988年に発表した2作目にして最後のスタジオ・アルバム。

## 背景
アルバムの裏ジャケットには、新加入したジミー・オーシェア（ベース）とケニー・スタヴロポーラス（ドラムス）を含む5人のグループ・ショットが掲載されているが、本作のレコーディングではディーン・カストロノヴォがドラムスを担当した。なお、バンドは本作のリリース前より本格的なライヴ活動も開始しており、1989年3月には日本公演を行った。

## 評価
アンディ・ハインズはオールミュージックにおいて5点満点中2.5点を付け「サウンドが少し整理されて、過剰なギター・プレイが抑えられ、（レーサーXと同様に）少し歌物寄りのアプローチを取った」と評している。また、酒井康は『BURRN!』1989年4月号のレヴューで100点満点中61点を付け「トリッキーなギター・シンフォニー、ユニークなフレーズ、美旋律、高速プレイ…それらが、オカルティックな雰囲気を無理に作ろうとするおぞましい声に邪魔される」「全編インストゥルメンタルで押し通した方がまだ良かったかもしれない」と評している。

## 収録曲
特記なき楽曲はマーティ・フリードマンとジェイソン・ベッカーの共作。4. 8.はインストゥルメンタル。
1. エックス・レイ・アイズ "X-Ray Eyes" – 5:10
2. E.S.P. "E.S.P." (Marty Friedman) – 6:06
3. ストレンジャー "Stranger" (Jason Becker, Steve Fontano) – 3:24
4. ゴー・オフ! "Go Off!" – 3:46
5. ブラック・キャット "Black Cat" – 7:45
6. スウォード・オブ・ザ・ウォリアー "Sword of the Warrior" (M. Friedman, S. Fontano) – 5:09
7. フローティング・ワールド "Floating World" (M. Friedman) – 5:10
8. イメージ・ソング "Images" (J. Becker) – 3:42

## 参加ミュージシャン
- ピーター・マリノ - ボーカル
- マーティ・フリードマン - リードギター、リズムギター
- ジェイソン・ベッカー - リードギター、リズムギター
- ジミー・オーシェア - ベース
- ディーン・カストロノヴォ - ドラムス